# برنج و لوبیا
برنج و لوبیا (به هندی: Rajma Chawal) فیلمی محصول سال ۲۰۱۸ و به کارگردانی لینا یاداو است. در این فیلم بازیگرانی همچون ریشی کاپور، آنورید تانوار، آمیرا دستور، شبا چادها، آپارشاکتی کورانا، دیکشا جونجا و عادل حسین ایفای نقش کرده‌اند.